# Vereda (Colombia)
Vereda es un término usado en Colombia para definir un tipo de subdivisión territorial de los diferentes municipios del país. Las veredas son usadas como referencia de una área determinada del rural disperso y se denomina a esa pequeña comunidad agraria compuesta por numerosas parcelas y vecinos en los caminos rurales. Tienen entre 50 y 1000 habitantes, lo que lo equivaldría al término: Paraje.
Las veredas se conformaron a partir del aglutinamiento de la población rural cercana a los caminos veredales que cruzaban los territorios municipales y que servían de comunicación entre varios municipios; estos asentamientos en algunos casos quedaron con población dispersa y en otros formaron Centros poblados. Por esta razón los municipios les han dado a las veredas la categoría de división territorial. En Colombia pueden contarse unas 30.000 veredas, que albergan la cuarta parte de la población nacional.

## Ejemplos

Chiquinquirá
Envigado
Girardota
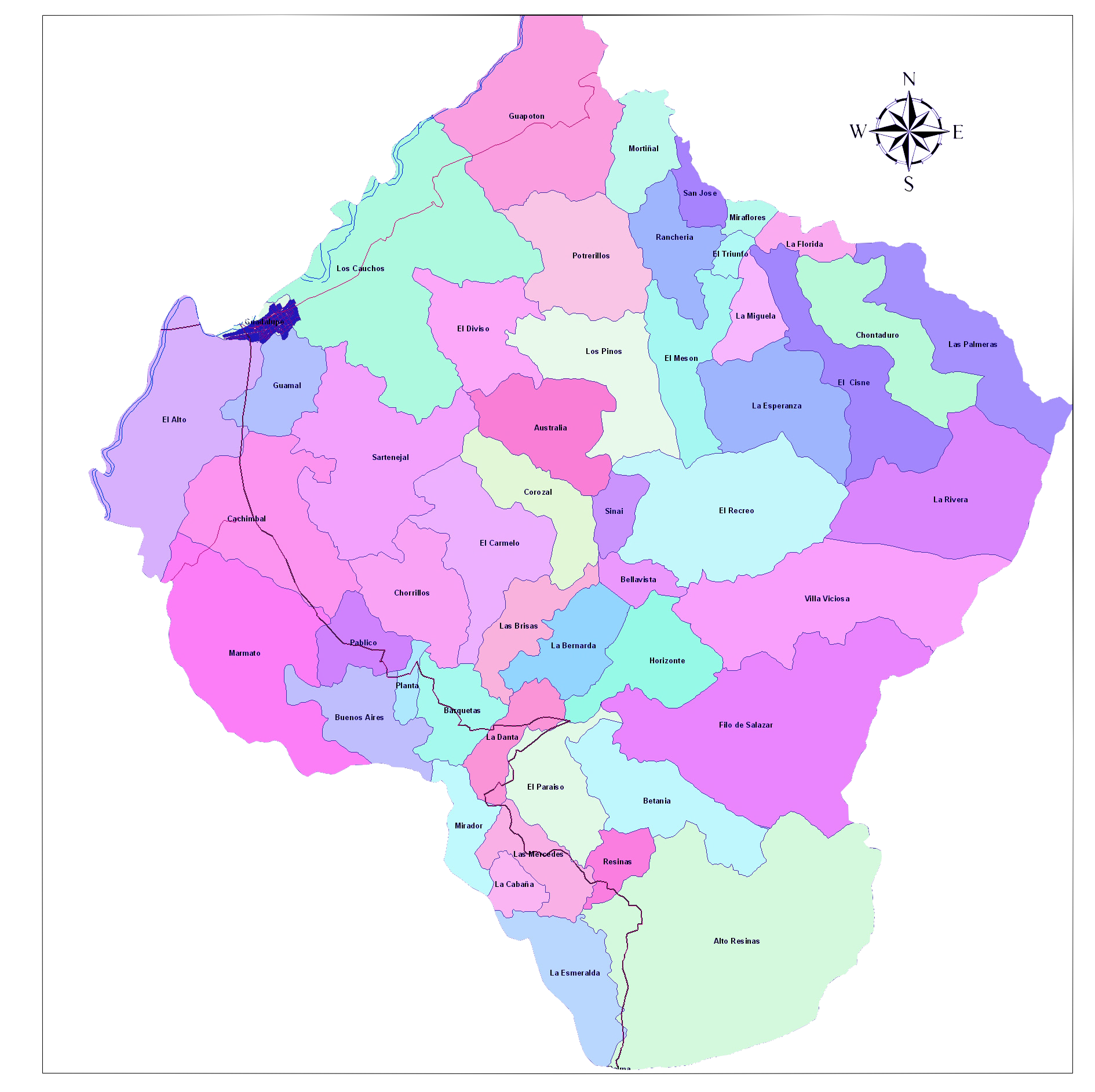
Guadalupe, Huila
Guatapé
La Estrella